# 1899 في كندا
فيما يلي قوائم الأحداث التي وقعت خلال عام 1899 في كندا.

## سياسة

### انتهاء فترة المنصب
- 1 يناير – جيمس راسيل عضو الجمعية التشريعية لنيو برونزويك ‏.

## رياضة
- 1 يناير – بطولة العالم للدراجات على المضمار 1899

## مواليد

### يناير
- 1 يناير – جورج برود أوم ملاكم كندي.

### فبراير
- 3 فبراير – كلارنس نيوتن ملاكم كندي.

### أبريل
- 21 أبريل – دوف يوسف سياسي إسرائيلي.

### يونيو
- 29 يونيو – كارليل سميث بيلز عالم فلك كندي.

### نوفمبر
- 17 نوفمبر – دوغلاس شيرر

### ديسمبر
- 8 ديسمبر – جون كوالين